# Russell Island (Queensland)

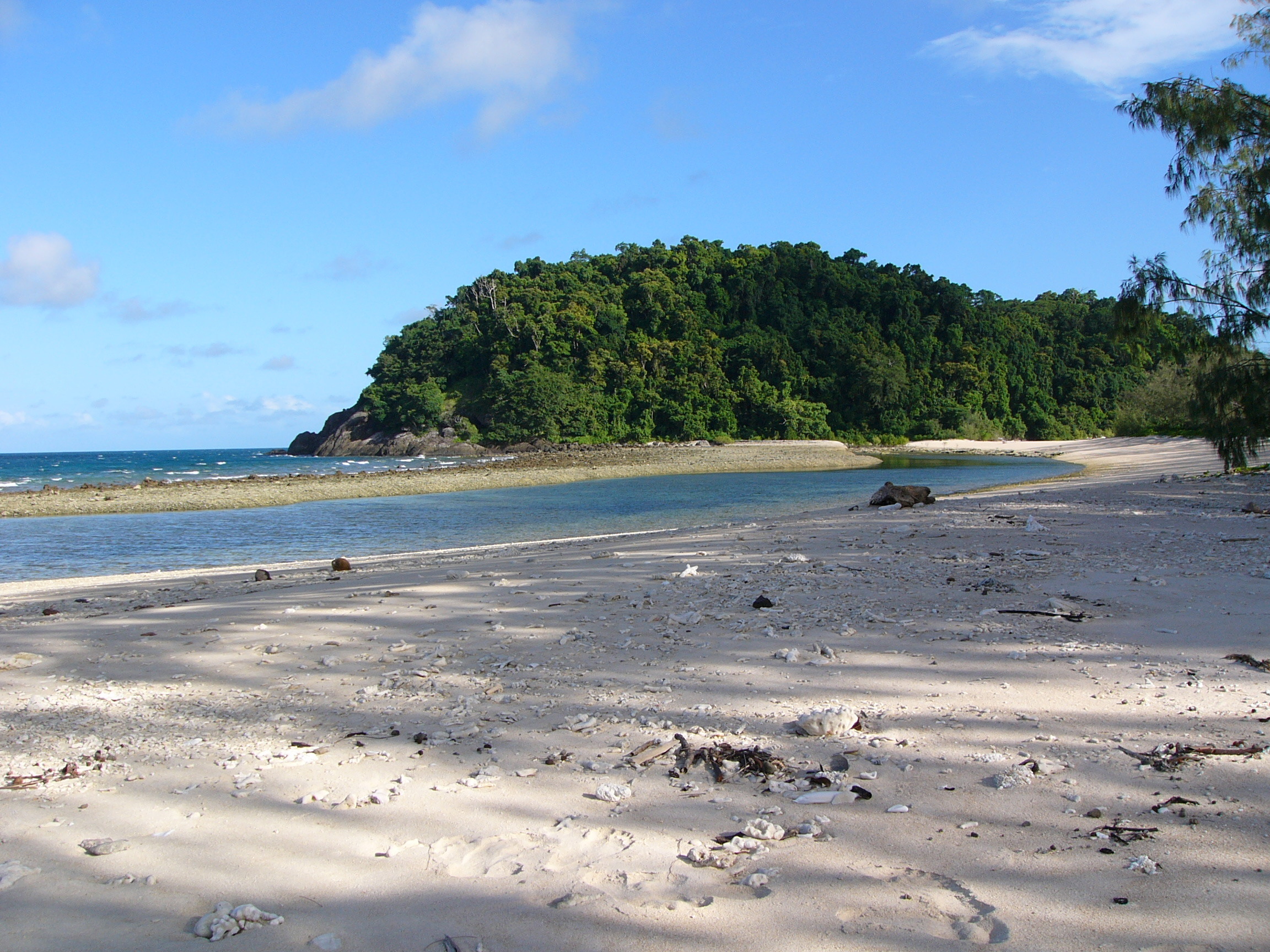
Blick auf die Hauptinsel von Russell Island

Russell Island ist eine kleine, unbewohnte Insel, die 11,4 km östlich der Küste von Queensland liegt und zum Frankland Group National Park gehört. Der Archipel der Frankland-Inseln besteht – von Norden nach Süden – aus den fünf Inseln High, Normanby, Mabel, Round und Russell. Der Hauptteil der Russell-Insel ganz im Süden ist würfelförmig etwa 300 × 200 Meter groß und mit einer sichelförmig gebogenen, sandigen Landzunge mit einem im Nordosten liegenden, kleineren Felsblock verbunden. Beide Inselhälften ragen über 70 Metern aus dem Meer. Während die südlich gelegene Landmasse eher mäßige Steigung besitzt, ist die nördliche Felsformation steil aufragend und nur an wenigen Stellen von der Wasserseite aus zu erklimmen. Beide Teile sowie der Mittelteil der Landzunge sind buschig bewachsen. Im Südteil beherrscht tropischer Urwald die Vegetation, während der Nordteil sehr karg und wenig bewachsen ist.
Auf dem flachen Mittelteil der Doppelinsel ist eine Station des Queensland Parks and Wildlife Service, der für den Schutz der seit 1936 unter Naturschutz stehenden Insel sorgt. In dem Teilbereich mit tropischem Urwald ist die Python heimisch, auf den flachen Strandabschnitten brüten regelmäßig Schildkröten, vor allem Suppenschildkröten. Außerdem ist die Insel beliebter Brutplatz von Vögeln, insbesondere der Triele und der Großen Fruchttauben. Die Insel ist Bestandteil von geführten touristischen Expeditionen von Cairns aus, kann aber auch mit Privatjachten angesteuert werden.
Seit 1929 befindet sich auf dem Südteil ein Leuchtturm, der seit 1989 unbemannt und solarbetrieben ist.